# COPS6
COPS6 (англ. COP9 signalosome subunit 6) – білок, який кодується однойменним геном, розташованим у людей на короткому плечі 7-ї хромосоми. Довжина поліпептидного ланцюга білка становить 327 амінокислот, а молекулярна маса — 36 163.
| 10         |  | 20         |  | 30         |  | 40         |  | 50         |
| ---------- |  | ---------- |  | ---------- |  | ---------- |  | ---------- |
| MAAAAAAAAA |  | TNGTGGSSGM |  | EVDAAVVPSV |  | MACGVTGSVS |  | VALHPLVILN |
| ISDHWIRMRS |  | QEGRPVQVIG |  | ALIGKQEGRN |  | IEVMNSFELL |  | SHTVEEKIII |
| DKEYYYTKEE |  | QFKQVFKELE |  | FLGWYTTGGP |  | PDPSDIHVHK |  | QVCEIIESPL |
| FLKLNPMTKH |  | TDLPVSVFES |  | VIDIINGEAT |  | MLFAELTYTL |  | ATEEAERIGV |
| DHVARMTATG |  | SGENSTVAEH |  | LIAQHSAIKM |  | LHSRVKLILE |  | YVKASEAGEV |
| PFNHEILREA |  | YALCHCLPVL |  | STDKFKTDFY |  | DQCNDVGLMA |  | YLGTITKTCN |
| TMNQFVNKFN |  | VLYDRQGIGR |  | RMRGLFF    |  |            |  |            |

A: Аланін

C: Цистеїн

D: Аспарагінова кислота

E: Глутамінова кислота

F: Фенілаланін

G: Гліцин

H: Гістидин

I: Ізолейцин

K: Лізин

L: Лейцин

M: Метіонін

N: Аспарагін

P: Пролін

Q: Глутамін

R: Аргінін

S: Серин

T: Треонін

V: Валін

W: Триптофан

Задіяний у такому біологічному процесі, як взаємодія хазяїн-вірус. 
Локалізований у цитоплазмі, ядрі.